# Henry Allen (cầu thủ bóng đá)
Henry Albert Allen (1898–1976) là một cầu thủ bóng đá người Anh của thập niên 1920. Sinh ra ở Hackney, ông gia nhập Gillingham từ Southend United năm 1923 và có 6 lần ra sân cho câu lạc bộ ở Football League. Ông rời đi để gia nhập Charlton Athletic năm 1924.